# Bob Newhart

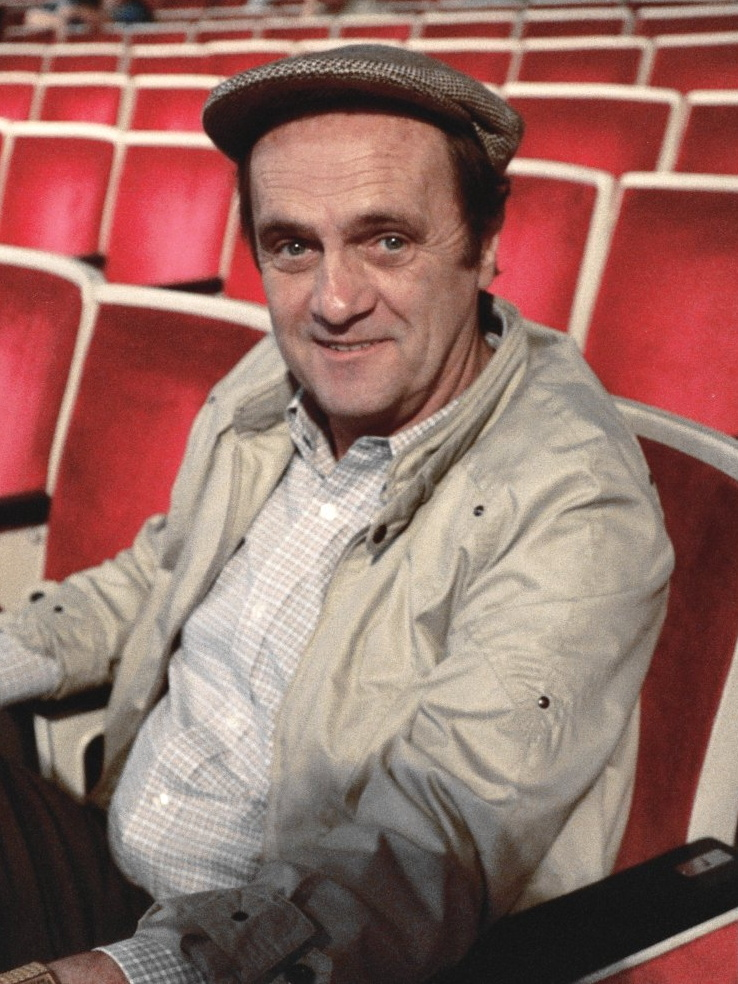
Bob Newhart (1987)

George Robert „Bob“ Newhart (* 5. September 1929 in Oak Park, Illinois; † 18. Juli 2024 in Los Angeles, Kalifornien) war ein US-amerikanischer Schauspieler und Stand-up-Comedian. Er wurde in den USA durch seine Comedy-Alben und mehrere Fernsehserien bekannt. Newhart wurde mit drei Grammys, einem Emmy, dem Golden Globe und dem Mark-Twain-Preis ausgezeichnet.

## Leben und Karriere
Newhart begann seine Berufslaufbahn nach seinem Dienst im Koreakrieg mit Tätigkeiten als Buchhalter und Mitarbeiter einer Arbeitsvermittlung. Ende der 1950er-Jahre arbeitete er als Werbetexter für einen Chicagoer Film- und Fernsehproduzenten, nebenbei begann er, erste komisch-absurde Texte zu schreiben und diese aufzunehmen.
Sein erstes Comedy-Album The Button-Down Mind of Bob Newhart erschien 1961 und wurde zu einem Überraschungserfolg. Es wurde bei den Grammy Awards als Album des Jahres ausgezeichnet; Newhart erhielt die Auszeichnung als bester neuer Künstler. Das Nachfolgealbum The Button-Down Mind Strikes Back! brachte ihm den dritten Grammy ein. In den 1960er-Jahren begann Newhart, als Stand-up-Comedian aufzutreten und veröffentlichte weitere erfolgreiche Comedy-Alben.
Im US-Fernsehen hatte Newhart mehrere eigene Sitcoms. Bei NBC lief von 1972 bis 1978 The Bob Newhart Show (142 Folgen), in der er den von Familie und Kollegen ausgenutzten Psychiater Dr. Robert Hartley verkörperte. Mit ihrem grimmigen, mitunter reaktionären, auf Alltagssituationen basierenden Humor wurde der Serie bescheinigt, das Genre der Sitcom neu erfunden zu haben. Spätere Sitcoms wie Seinfeld, Lass es, Larry! und Roseanne oder die Filme des Regisseurs Judd Apatow gelten als von der Bob Newhart Show beeinflusst.
Von 1982 bis 1990 produzierte CBS eine weitere Erfolgsserie mit ihm: Newhart, darin spielte er in 184 Folgen einen Autor von Reisebüchern, der gemeinsam mit seiner Frau (gespielt von Mary Frann) ein Wirtshaus im ländlichen Vermont übernimmt. Sowohl die Bob Newhart Show als auch Newhart  wurden im deutschsprachigen Raum nicht ausgestrahlt, weshalb Newhart hier deutlich weniger bekannt ist.
Neben seinen eigenen Serien war Newhart ab 1960 auch zu Gast in anderen Fernsehshows oder Fernsehserien, unter anderem hatte er 24 Auftritte in der Dean Martin Show und war Jahrzehnte später in der Krimiserie Navy CIS zu sehen. In der Simpsons-Folge Bart ist an allem schuld hatte er einen Gastauftritt, ebenso verkörperte er von 2013 bis 2018 in sechs Folgen von The Big Bang Theory die Figur Professor Proton alias Arthur Jeffries. Diese Rolle hatte er auch in der Serie Young Sheldon.
Außerdem wirkte Newhart beginnend mit Die ins Gras beißen im Jahr 1962 auch immer wieder in Kinofilmen mit, unter anderem als Major Major in der Kriegssatire Catch-22 – Der böse Trick (1970) nach dem gleichnamigen Roman von Joseph Heller sowie als Papa Elf in dem populären Weihnachtsfilm Buddy – Der Weihnachtself (2003). Newhart war zudem als Synchronstimme der Maus Bernard in den englischsprachigen Originalfassungen der Disney-Zeichentrickfilme Bernard und Bianca – Die Mäusepolizei (1977) und Bernard und Bianca im Känguruland (1990) bekannt.
1993 wurde Newhart in die Hall of Fame der Academy of Television Arts & Sciences aufgenommen. 2002 erhielt er den Mark-Twain-Preis für seine Verdienste um den amerikanischen Humor; 2013 folgte nach zahlreichen vorherigen Nominierungen ein Emmy Award für seinen Gastauftritt in The Big Bang Theory. Außerdem wurde er mit einem Golden Globe Award ausgezeichnet und sechs weitere Male für diesen nominiert.
Newhart war von 1963 bis zu ihrem Tod im April 2023 mit Virginia Quinn, der Tochter des Schauspielers Bill Quinn, verheiratet. Das Paar bekam vier Kinder. Bob Newhart starb am 18. Juli 2024 im Alter von 94 Jahren in Los Angeles.

## Filmografie (Auswahl)

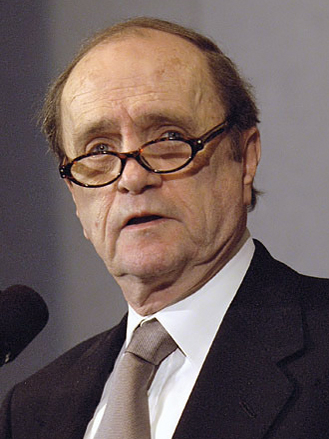
Bob Newhart (2002)

- 1962: Die ins Gras beißen (Hell Is for Heroes)
- 1963: Alfred Hitchcock zeigt (The Alfred Hitchcock Hour, Fernsehserie, Folge 2x11)
- 1968: Das Millionending (Hot Millions)
- 1970: Einst kommt der Tag... (On a Clear Day You Can See Forever)
- 1970: Catch-22 – Der böse Trick (Catch-22)
- 1971: Der 25 Millionen Dollar Preis (Cold Turkey)
- 1972–1978: The Bob Newhart Show (Fernsehserie, 142 Folgen)
- 1974: Bluff am Donnerstag (Thursday’s Game, Fernsehfilm)
- 1977: Bernard und Bianca – Die Mäusepolizei (The Rescuers) (Stimme)
- 1980: Ein reizender Fratz (Little Miss Marker)
- 1980: Ene Mene Mu und Präsident bist du (First Family)
- 1982–1990: Newhart (Fernsehserie, 184 Folgen)
- 1990: Bernard und Bianca im Känguruland (The Rescuers Down Under) (Stimme)
- 1992–1993: Bob (Fernsehserie, 33 Folgen)
- 1996: Die Simpsons (The Simpsons, Fernsehserie, Folge 7x15; Stimme)
- 1997: In & Out
- 1997–1998: George & Leo (Fernsehserie, 22 Folgen)
- 1998: Rudolph mit der roten Nase (Rudolph the Red-Nosed Reindeer: The Movie) (Stimme)
- 2003: Natürlich blond 2 (Legally Blonde 2: Red, White & Blonde)
- 2003: Buddy – Der Weihnachtself (Elf)
- 2003: Emergency Room – Die Notaufnahme (ER, Fernsehserie, 3 Folgen)
- 2004: The Quest – Jagd nach dem Speer des Schicksals (The Librarian: Quest for the Spear, Fernsehfilm)
- 2005: Desperate Housewives (Fernsehserie, 3 Folgen)
- 2006: The Quest – Das Geheimnis der Königskammer (The Librarian: Return to King Solomon’s Mines, Fernsehfilm)
- 2008: The Quest – Der Fluch des Judaskelch (The Librarian: Curse of the Judas Chalice, Fernsehfilm)
- 2011: Navy CIS (NCIS, Fernsehserie, Folge 8x12)
- 2011: Kill the Boss (Horrible Bosses)
- 2011: Five (Fernsehfilm)
- 2013–2018: The Big Bang Theory (Fernsehserie, 6 Folgen)
- 2014–2017: The Quest – Die Serie (The Librarians, Fernsehserie, 3 Folgen)
- 2015: Hot in Cleveland (Fernsehserie, Folge 6x23)
- 2017–2020: Young Sheldon (Fernsehserie, 3 Folgen)

## Diskografie
Alben

| Jahr | Titel                                             | Höchstplatzierung, Gesamtwochen, AuszeichnungChartplatzierungen (Jahr, Titel, Platzierungen, Wochen, Auszeichnungen, Anmerkungen) | Höchstplatzierung, Gesamtwochen, AuszeichnungChartplatzierungen (Jahr, Titel, Platzierungen, Wochen, Auszeichnungen, Anmerkungen) | Anmerkungen               |
| Jahr | Titel                                             | UK | US | Anmerkungen               |
| ---- | ------------------------------------------------- | --- | --- | ------------------------- |
| 1960 | The Button-Down Mind of Bob Newhart               | UK2 (35 Wo.)UK | US1 Gold · (108 Wo.)US | Grammy (Album des Jahres) |
| 1960 | The Button-Down Mind Strikes Back!                | — | US1 Gold · (70 Wo.)US | Grammy (Comedy)           |
| 1961 | Behind the Button-Down Mind of Bob Newhart        | — | US10 (30 Wo.)US |                           |
| 1962 | The Button-Down Mind on TV                        | — | US28 (26 Wo.)US |                           |
| 1964 | Bob Newhart Faces Bob Newhart (Faces Bob Newhart) | — | US113 (11 Wo.)US |                           |
| 1965 | The Windmills Are Weakening                       | — | US126 (5 Wo.)US |                           |
| 1974 | Masters                                           | UK— SilberUK | — |                           |

## Auszeichnungen (Auswahl)
- Zwischen 1962 und 1987 sieben Nominierungen für den Golden Globe Award in Darsteller-Kategorien, zwischen 1962 und 2009 sechs Emmy-Nominierungen und zwischen 1961 und 2007 fünf Grammy-Award-Nominierungen

- 1961: Grammy Awards für das Album des Jahres, als bester neuer Künstler sowie für die Best Comedy Performance – Spoken Word
- 1962: Golden Globe als bester männlicher Fernsehstar (gemeinsam mit John Charles Daly)
- 1999: Stern auf dem Hollywood Walk of Fame
- 2002: Mark-Twain-Preis für amerikanischen Humor
- 2013: Emmy für seine Gastrolle in The Big Bang Theory, Staffel 6, Folge 22 The Proton Resurgence (deutscher Titel Professor Proton).[10]